# كرم بورسين
كرم بورسين (بالتركية: Kerem Bürsin)‏ (مواليد 4 يونيو 1987)، ممثل تركي ولد في مدينة إسطنبول. بدأ حياته الفنية في هوليوود، حيث شارك في بطولة خمسة أفلام هناك.

## مسيرته
جاءت الانطلاقة الحقيقية لبورسين في تركيا حينما عرض عليه دور البطولة في المسلسل التركي الشبابي الشهير «ما وراء الشمس»، حيث جسد خلاله شخصية «كرم» طالب مراهق في المرحلة الثانوية، يعيش فترة مراهقة حافلة بالمفاجآت والأحداث الغريبة والمثيرة. وقد شاركته البطولة النجمة هاندا دوغان ديمير والنجم القدير إمره كيناي.
حقق مسلسل ما وراء الشمس أعلى نسبة مشاهدة في تركيا في الموسم الذي تم عرضه فيه، كما حظى بنسبة مشاهدة عالية من قبل الجمهور العربي على الإنترنت، وشارك كرم بعد ذلك كضيف شرف في الحلقة الثانية والعشرون من المسلسل الكوميدي «يا إسطنبول»، وقدم لكرم بعد ذلك عرض لتقديم ثاني بطولة له من خلال مسلسل «مسألة شرف» بجانب الممثلة الإنجليزية التركية ياسمين ألين وشوكرو أوزيلدز، ولكن توقف المسلسل عدد قليل من الحلقات بسبب تدني نسبة مشاهدته على الشاشات التركية.
شارك بورسين في بطولة فيلم تركي وهو الفيلم الغنائي «إذا نسيت فأهمس» والذي قام ببطولته بجانب محمد جونسور وفرح زينب عبد الله، وفيلم Can Feda 2018 فداء الروح دور الضابط اونور بجانب الممثل بوراك اوزجيفيت، وظهر بورسين كوجه إعلاني للعديد من الماركات العالمية الشهيرة cristiano mzil وماركة mavi التركية والماركة الرياضية الشهيرة Nike وماركة Hublot.
كما أدى دور البطولة في مسلسل «هذه المدينة ستلاحقك»، ولعب دور البطولة مع الممثل إبراهيم تشيليكول في مسلسل الثنائي العظيم.
و بعدها ادى دور «سيركان بولات» كبطولة بجانب الممثلة هاندا ارتشيل في مسلسل «أنت اطرق بابي».

## أعماله
- مسلسل ما وراء الشمس بدور كرم سايار
- مسلسل مسألة شرف بدور يغيت كيليش
- مسلسل هذه المدينة ستلاحقك بدور علي سميث
- مسلسل الذين لا يعيشون بدور ديميتري
- مسلسل الثنائي العظيم بدور مصطفى كريم جان
- فيلم إذا نسيت فأهمس
- مسلسل أنت اطرق بابي بدور ساركان بولات.
- فيلم اللعبة
- فيلم الكهف الأزرق

## روابط خارجية
- كرم بورسين على موقع IMDb (الإنجليزية)
- كرم بورسين على موقع روتن توميتوز (الإنجليزية)
- كرم بورسين على موقع ألو سيني (الفرنسية)
- كرم بورسين على موقع أول موفي (الإنجليزية)
- كرم بورسين على موقع قاعدة بيانات الفيلم (الإنجليزية)
- كرم بورسين على موقع كينوبويسك (الروسية)